# Oliver Wakefield
Oliver Wakefield (29 de mayo de 1909 – 30 de junio de 1956) fue un popular actor y humorista británico, activo a partir de los años 1930. A menudo presentado como "The Voice of Inexperience (La voz de la inexperiencia)", Wakefield se hizo sobre todo conocido por sus idiosincráticos monólogos satíricos.

## Biografía
Nacido en Mahlabitini, Provincia de Natal, Sudáfrica, se educó en ese país, trasladándose más adelante a Inglaterra, donde empezó a actuar en una compañía teatral con repertorio de Shakespeare. Posteriormente cursó estudios en la Royal Academy of Dramatic Art, donde desarrolló su personal estilo de monólogo cómico. Wakefield creó un personaje teatral consistente en un nervioso joven de clase social alta, habitualmente vestido con traje y con un cigarrillo encendido. Utilizaba también un personal tartamudeo con una sintaxis enrevesada, malapropismos, frases sin terminar, y otros trucos que servían para disfrazar las observaciones satíricas, el sarcasmo y el doble sentido de sus frases.
Wakefield se abrió paso rápidamente como intérprete en nightclubs y locales de music hall, siendo el primer humorista residente de la BBC, y un pionero en los inicios de la televisión británica. Además, Wakefield también se afirmó como artista en los Estados Unidos, actuando en el corto On the Air and Off (1933, filmado por Biograph Studios en Nueva York), y en el espectáculo teatral Ziegfeld Follies de 1934, en el cual actuaba Eve Arden.
Wakefield también participó en varios noticiarios cinematográficos de British Pathé a finales de la década de 1930. En 1937 protagonizó el film de 20th Century Fox There Was Young Man, al que siguieron diferentes papeles en varias películas británicas rodadas entre 1938 y 1942, entre ellas The Peterville Diamond (1942), en la que actuaba junto a William Hartnell. Además, trabajó de manera regular en locales londinenses como el Teatro Savoy, el Berkeley, el Ritz, el Café de Paris, o el Churchill's. Tres semanas después del inicio de la Segunda Guerra Mundial tenía previsto actuar en el Rainbow Room de Nueva York, pero eligió quedarse en Inglaterra y servir en la Real Fuerza Aérea británica
Finalizada la guerra, Wakefield volvió al mundo del espectáculo. Viajó en gira por Australia, actuando durante un año en Melbourne y Sídney, tras lo cual hizo una serie radiofónica de 52 semanas de duración para la Australian Broadcasting Corporation. Trasladado a Estados Unidos en 1952, actuó en los locales Blue Angel de Nueva York, Number One Fifth Avenue, Ruban Bleu y Bon Soir, además de participar, para la televisión, en All Star Revue, el show de Kate Smith, The Steve Allen Show y otros muchos programas. Su última actuación en el circuito de Broadway fue en la revista Two's Company, representada en el Alvin Theatre de Nueva York en 1952, y en la cual actuaba Bette Davis. Wakefield también trabajó en Canadá, país en el que con frecuencia actuó para la Canadian Broadcasting Corporation en el Frigidair TV Show, además de cumplir con un período de catorce demanas en el club Ruby Foos de Montreal y presentar el programa televisivo Make a Match.
Oliver Wakefield falleció a causa de un infarto agudo de miocardio en Nueva York, Estados Unidos, en 1956, a los 48 años de edad.

## Selección de su filmografía
- The Peterville Diamond (1942)